# جائزة ملالا الوطنية للسلام
جائزة ملالا الوطنية للسلام (بالإنجليزية: National Malala Peace Prize)‏ هي جائزة سلام باكستانية تُمنح للشباب تحت سن 18 سنة. كانت تُسمى بالسابق بـجائزة الشباب الوطنية للسلام وقد مُنحت للناشطة ملالا يوسفزي في 19 ديسمبر 2011 من قِبل رئيس الوزراء الباكستاني يوسف رضا جيلاني لدفاعها عن حق الفتيات في التعليم في مينجورا في وادي سوات. وتم تغيير اسم الجائزة لاحقاً تكريماً لملالا.

## انظر ايضاً
- جائزة السلام الدولي للأطفال